# Mühlen Eichsen
Mühlen Eichsen es un municipio situado en el distrito de Mecklemburgo Noroccidental, en el estado federado de Mecklemburgo-Pomerania Occidental (Alemania), a una altitud de 54 metros. 

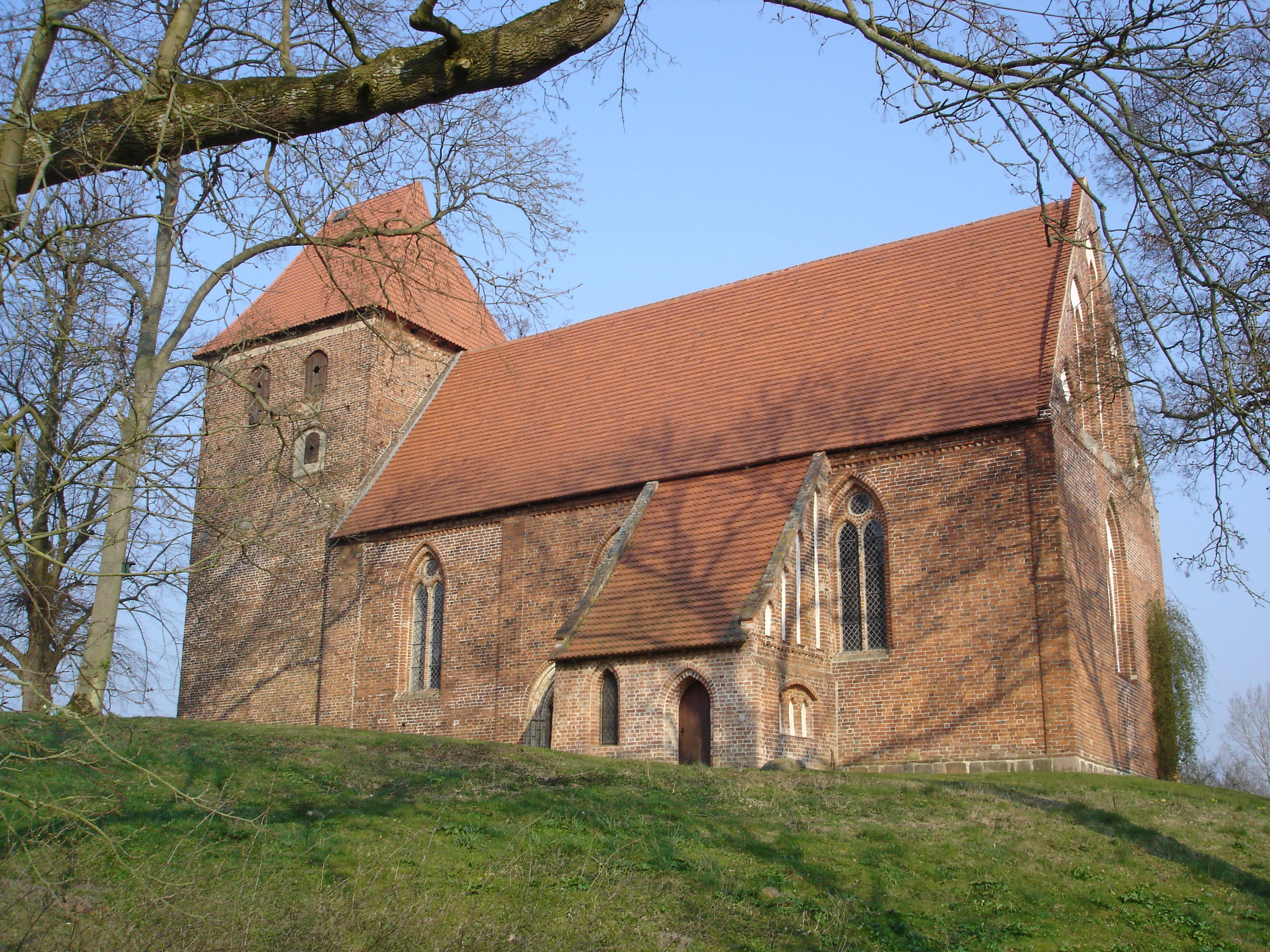
Iglesia en Mühlen Eichsen

Su población a finales de 2016 era de 1006 habs. y su densidad poblacional, 42 hab/km².